# Lotad
Lotad (japanski: ハスボー Hasubō) jedan je od 1025 fiktivnih vrsta Pokémona iz medijske franšize Pokémon, skupa Pokémon videoigara, animiranih serija, manga stripova, knjiga, igraćih karata i drugih medija kojima je tvorac Satoshi Tajiri. Svrha je Lotada u videoigrama, animiranoj seriji i manga stripovima, kao i svrha ostalih Pokémona, borba s divljim Pokémonima – neukroćenim stvorenjima koje igrači i likovi pronalaze dok kreću na razne avanture – i pripitomljenim Pokémonima drugih Pokémon trenera.
Postoje dvije mogućnosti što se tiče postanka Lotadova imena. Jedno je da dolazi od engleske riječi "lotus" = vodeni ljiljan, predivan cvijet koji se može naći na površini jezera ili bara, i riječi "tadpole" = punoglavac, što se odnosi na to da je Lotad maleni, nerazvijeni oblik svog evolucijskog lanca.
Druga mogućnost jest da Lotadovo ime dolazi od engleskih riječi "lotus" i "lily pad" = lopočev list, koji se može naći na vodi, stoga je Lotad dvostruki Vodeni/Travnati Pokémon.
Njegovo japansko ime, Hasubō, temelji se na japanskoj riječi za vodeni ljiljan, hasu.

## Biološke karakteristike
Lotad vodi život sličan onomu koji vodi vodeni ljiljan kojem sliči. Ima plavo tijelo iz kojeg niče zeleni, relativno velik list, koji mu pomaže da bude blizu površine, gdje može upiti Sunčevu energiju kroz fotosintezu. Živi u malim grupama koje prekrivaju površinu jezera i bara.
Iako je vodeno biće, Lotad može preživjeti na kopnu, posebno u vlažnim staništima poput glibova i močvara. Ponekad putuje kopnom da bi pronašao nove bazene vode, pobjegao od grabežljivaca ili zbog prenapučenosti. Ova sposobnost vjerojatno dolazi od činjenice da su Lotadovi preci živjeli na kopnu, ali su postepeno postali vodena bića kada im je list postao prevelik i pretežak za podupiranje.

## U videoigrama
U Pokémon Sapphire videoigri, Lanette, koja je stvorila PC sistem u Hoenn regiji, daje igraču lutku Lotada, kako bi se ispričala zbog nereda u kući nakon što je igrač posjeti.
Lotad je prvi Pokémon koji ima dvostruki tip Vodeni/Travnati. Ova rijetka kombinacija uklanja njegovu slabost na Vatrene, Travnate i Električne napade. Lotada se može pronaći u Pokémon Sapphire i Emerald videoigrama. Poprilično je čest u Pokémon Emerald verziji, ali nije toliko dobar kako se čini jer ne uči razne moćne napade prije evolucije u Lombrea. Iako isprva ne zvuči kao dobra ideja, ali je dobar savjet da se Lotadu da Vječni kamen, koji onemogućuje evoluciju, jer u gradu Sootopolisu živi ribar koji daje nagrade za "velike" Lotade. Lotad se veoma brzo razvija, već na 14. razini, pa je dobra stvar da igrač izvede prekid evolucije (pritiskom na dugme B dok Pokémon evoluira) jer ribar ne daje nagrade za velikog Lombrea i Ludicola.

## U animiranoj seriji
U 12. epizodi Pokémon Advanced Generation epizoda, Brock dobije svog prvog Hoenn Pokémona, umirovljenog Lotada iz jedne cvjećarnice. Iako je ovaj Lotad u početku posebno blesav primjerak svoje vrste, koji na Brockove naredbe reagira tek nakon nekoliko sekundi, a ponekad ih uopće ne slušajući, postaje jedan od vrednijih članova Brockovog tima te kasnije evoliura u Lombrea ( i kasnije u Ludicola).  